# Ștrengarii
Ștrengarii (The Irregulars) este un serial de televiziune britanic în genurile dramatic, fantastic, groază supranaturală, polițist care a fost dezvoltată de Drama Republic pentru Netflix. Bazat pe lucrările lui Sir Arthur Conan Doyle, acesta prezintă Ștrengarii de pe Baker Street care lucrează pentru Dr. Watson pentru a salva Londra de elemente supranaturale care apar printr-o ruptură în spațiu-timp.
Creat de Tom Bidwell, primul sezon cu 8 episoade a avut premiera la 26 martie 2021.

## Premiză
Un grup de adolescenți care locuiesc pe străzile Londrei victoriene, cunoscut sub numele de Ștrengarii, lucrează pentru Dr. Watson pentru a rezolva crime din ce în ce mai supranaturale, în timp ce Sherlock Holmes este creditat pentru munca lor.

## Distribuție
- Henry Lloyd-Hughes -  Sherlock Holmes
- Royce Pierreson - doctorului John Watson
- Clarke Peters - Linen Man
- Olivia Grant - Patricia Coleman-Jones
- Aidan McArdle - inspector Lestrade
- Sheila Atim

### Ștrengarii
- Thaddea Graham - Bea, șefa ștrengarilor
- Darci Shaw - Jessie, sora mai mică a lui Bea
- Jojo Macari - Billy
- McKell David - Spike
- Harrison Osterfield - Leopold

## Episoade
| Nr. | Titlu                                       | Regizat de | Scris de | Data lansării  |
| --- | ------------------------------------------- | ---------- | -------- | -------------- |
| 1   | „Capitolul unu: Aripi negre asupra Londrei” |            |          | 26 martie 2021 |
| 2   | „Capitolul doi: Fantomele din 221B”         |            |          | 26 martie 2021 |
| 3   | „Capitolul trei: Ipsissimus”                |            |          | 26 martie 2021 |
| 4   | „Capitolul patru: Acul și cuțitul”          |            |          | 26 martie 2021 |
| 5   | „Capitolul cinci: Iscusință necurată”       |            |          | 26 martie 2021 |
| 6   | „Capitolul șase: Hieracium Snowdoniense”    |            |          | 26 martie 2021 |
| 7   | „Capitolul șapte: Extazul morții”           |            |          | 26 martie 2021 |
| 8   | „Capitolul opt: Extazul vieții”             |            |          | 26 martie 2021 |

## Lansare
La 22 februarie 2021, Netflix a lansat primul trailer al serialului. Seria de opt episoade a avut premiera pe Netflix la 26 martie 2021.

## Recepție
Pe Rotten Tomatoes, seria are un rating de aprobare de 76% pe baza a 21 de recenzii, cu un rating mediu de 6,22 / 10. Pe Metacritic are un scor mediu de 57 din 100 pe baza a 10 recenzii ale criticilor, indicând „recenzii mixte sau medii”.